# Верстратен, Майк
Михаэ́ль (Майк) Йо́хан Сте́фан Верстра́тен (нидерл. Michaël (Mike) Johan Stefan Verstraeten; 12 августа 1967, Мехелен, Бельгия) — бельгийский футболист, выступавший на позиции защитника.

## Карьера
Верстратен начинал карьеру в «Мехелене», за который сыграл всего в четырёх матчах в чемпионате Бельгии. В 1988 году он перешёл в «Беерсхот». Спустя год Майк стал игроком «Экерена», в составе которого отыграл 9 сезонов и выиграл Кубок Бельгии. В 1999 году Верстратен перешёл в «Андерлехт». За два сезона в брюссельском клубе он провёл всего 8 матчей в чемпионате, однако дважды стал чемпионом страны и один раз выиграл Суперкубок Бельгии. В 2001 году Майк завершил карьеру.
На счету Верстратена шесть матчей за сборную Бельгии. В 1998 году он попал в состав сборной на чемпионат мира, где принял участие в одном матче.

## Достижения
«Жерминаль Экерен»
- Обладатель Кубка Бельгии: 1996/97

«Андерлехт»
- Чемпион Бельгии (2): 1999/00, 2000/01
- Обладатель Суперкубка Бельгии: 2000